# 정중흉골절개술
정중 흉골 절개술(median sternotomy)은 심장이나 폐에 쉽게 접근하기 위해서 가슴 가운데 있는 흉골을 절개하는 수술이다.  주로 심장 이식. 유전적 심장 이상 또는 관상동맥우회로이식술에 사용된다.